# Fabian Fallert
Fabian Fallert (Bad Urach, 12 mei 1997) is een Duits tennisser.

## Carrière
Van 2015 tot 2018 speelde Fallert collegetennis voor de University of Mississippi. Fallert won zijn eerst challenger in het dubbelspel in 2022 aan de zijde van de Roemeen Victor Vlad Cornea, een maand later wonnen ze er opnieuw een samen. In oktober 2022 verloor hij aan de zijde van zijn landgenoot Oscar Otte de ATP Sofia van Rafael Matos en David Vega Hernández.

## Palmares
| Legenda                       | Legenda               |
| ----------------------------- | --------------------- |
| Grand Slam                    |                       |
| Olympische Spelen             |                       |
| tot 2009                      | vanaf 2009            |
| Tennis Masters Cup            | ATP Finals            |
| ATP Masters Series            | ATP Tour Masters 1000 |
| ATP International Series Gold | ATP Tour 500          |
| ATP International Series      | ATP Tour 250          |

### Dubbelspel
| Nr.                              | Datum            | Toernooi  | Ondergrond    | Partner            | Tegenstander in finale             | Score            | Details |
| -------------------------------- | ---------------- | --------- | ------------- | ------------------ | ---------------------------------- | ---------------- | ------- |
| gewonnen finales herendubbelspel |                  |           |               |                    |                                    |                  |         |
| verloren finales herendubbelspel |                  |           |               |                    |                                    |                  |         |
| 1.                               | 2 oktober 2022   | ATP Sofia | Hardcourt (i) | Oscar Otte         | Rafael Matos David Vega Hernández  | 6-3, 5-7, [8-10] | details |
| gewonnen challengers             |                  |           |               |                    |                                    |                  |         |
| 1.                               | 23 januari 2022  | Forlì     | Hardcourt (i) | Victor Vlad Cornea | Jonáš Forejtek Jelle Sels          | 6-4, 6-7, [10-7] |         |
| 2.                               | 30 februari 2022 | Forlì     | Hardcourt (i) | Victor Vlad Cornea | Antonio Šančić Igor Zelenay        | 6-4, 3-6, [10-2] |         |
| 3.                               | 5 februari 2023  | Koblenz   | Hardcourt (i) | Hendrik Jebens     | Jonathan Eysseric Denys Moltsjanov | 7-6, 6-3         |         |